# Партизански отряд „Хаджи Димитър“
Партизанският отряд „Хаджи Димитър“ е подразделение на Шеста Ямболска въстаническа оперативна зона на НОВА по време на комунистическото партизанско движение в България (1941-1944). Действа в района на Сливен.
Първите комунистически партизани в Сливенско излизат в нелегалност през юни 1941 г. В началото на 1942 г. понасят полицейски удар. След увеличаване на състава на 15 септември 1942 г. формират партизанска чета/дружина „Георги Георгиев“. През ноември съвместно с дружина „Съби Димитров“ четата води бой с полицейско подразделение. Успява да излезе от блокирания район с. Бинкос-Сливен. Прераства в отряд „Георги Георгиев“ в състав от две чети. Командир на отряда е Иван Гинчев (Йонко), политкомисар Атанас Димитров. Наименуван е на загиналия член на Ямболския комитет на БРП (к) Георги Георгиев.
Първата бойна акция на дружина „Георги Георгиев“ е опожаряването на мандрата в с. Гавраилово, Сливенско, на 25 юли 1943 година. Провежда акции в с. Долно Паничерево, с. Гурково, с. Сборище, мина „Твърдица“, мина „Чумерна“, мина „Свинска глава“ и с. Голямо Шивачево.
На 25 март 1944 г. води тежък бой с армейски и жандармерийски подразделения при с. Ковачите и се изтегля с минимални загуби. Масовизира се и прераства през май в отряд „Хаджи Димитър“. Първоначалното име на отряда е отряд № 2. Командир на отряда е Иван Гинчев, политкомисар Нено Стоянов. Блокира горското стопанство в местността „Сондите“ при с. Генерал Гурково, системно прекъсва телефонните линии в района на действие.
На 9 септември 1944 г. установява властта на ОФ в Сливен и Сливенско.
Партизани от отряд „Хаджи Димитър“:
- Иван Гинчев (Йонко), командир на отряда, от с. Малко Чочовени
- Нено Стоянов, политкомисар
- Атанас Димитров, политкомисар на партизанска чета „Георги Георгиев“
- Стоян Павлов (Станимир), от Ямбол (1925-2004)
- Тоньо Петров (Милуш), от с. Овчи Кладенец (1924-2004)
- Георги Александров Вълов (Светльо), от Ямбол (1924-1995)
- Керана Ангелова Димитрова (Катя), от с. Любенова махала, Сливенско (25 декември 1920-19 остомври 1989)
- Велка Банова (Янка)
- Диньо Бакалов (Светльо)
- Петър Семерджиев (7 април 1917 – 2008)
- Панайот Каракачанов (1 ноември 1917-31 декември 1997)
- Димитър Димов (бай Даню, Танасов) (22 февруари 1903-4 февруари 1968)